# Cabo del Agua
El cabo del Agua es un promontorio calizo que se encuentra en la Sierra de la Fausilla sobre el mar Mediterráneo, en la costa española de Cartagena. Al oeste del cabo del Agua se encuentra la ensenada de Escombreras y al este, la bahía Portmán.